# Fillip Williams
Fillip Stig Williams, född 6 februari 1984, är en svensk sångare och skådespelare från Alingsås.
Williams deltog i TV-programmet Idol 2004 där han placerade sig på en tredjeplats. 
Williams har även spelat in en singel vid namn Touch my hair med tillhörande musikvideo. 
Fillip Williams är, förutom Minnah Karlsson, den enda som har blivit utröstad från Idols finalprogram för att sedan återvända då en annan tävlande hoppat av programmet.

## Fillip i Idol 2004
| Datum            | Låttitel                                 | Originalartist   | Tema             |
| ---------------- | ---------------------------------------- | ---------------- | ---------------- |
| 16 september     | Over My Shoulder                         | Paul Carrack     | –                |
| 24 september     | This Love                                | Maroon 5         | Min Idol         |
| 1 oktober        | Hero                                     | Enrique Iglesias | List-ettor       |
| 8 oktober        | My Girl                                  | The Temptations  | Soul             |
| 15 oktober       | Under Ytan                               | Uno Svenningsson | Svenska Hits     |
| 22 oktober       | I Want It That Way                       | Backstreet Boys  | Max Martin       |
| 29 oktober       | Ain't That A Kick In The Head            | Dean Martin      | Cocktail         |
| 5 november       | Against All Odds (take a look at me now) | Phil Collins     | Filmmusik        |
| 12 november (I)  | Purple Rain                              | Prince           | Födelseår (1984) |
| 12 november (II) | Careless Whisper                         | George Michael   | Födelseår (1984) |
| 19 november (I)  | Rock DJ                                  | Robbie Williams  | Juryns val       |
| 19 november (II) | Always On The Run                        | Lenny Kravitz    | Juryns val       |

## Diskografi
- 2004 – Det bästa från Idol 2004 (låten Under ytan)
- 2005 – Touch My Hair (singel)
- 2011 – Old Man Nature (singel)
- 2011 – First Few Minutes (singel)
- 2013 – Saturday Knight (singel)
- 2018 – Heart Bleed (singel på IWM)
- 2019 – As you wish (singel på IWM)
- 2020 – Is it possible with Doreal (singel på IWM)